# Rerum Moscoviticarum Commentarii
| Autore           | Sigismund von Herberstein |
| 1ª ed. originale | 1549                      |
| Genere           | Etnografico               |
| Lingua originale | Latino                    |

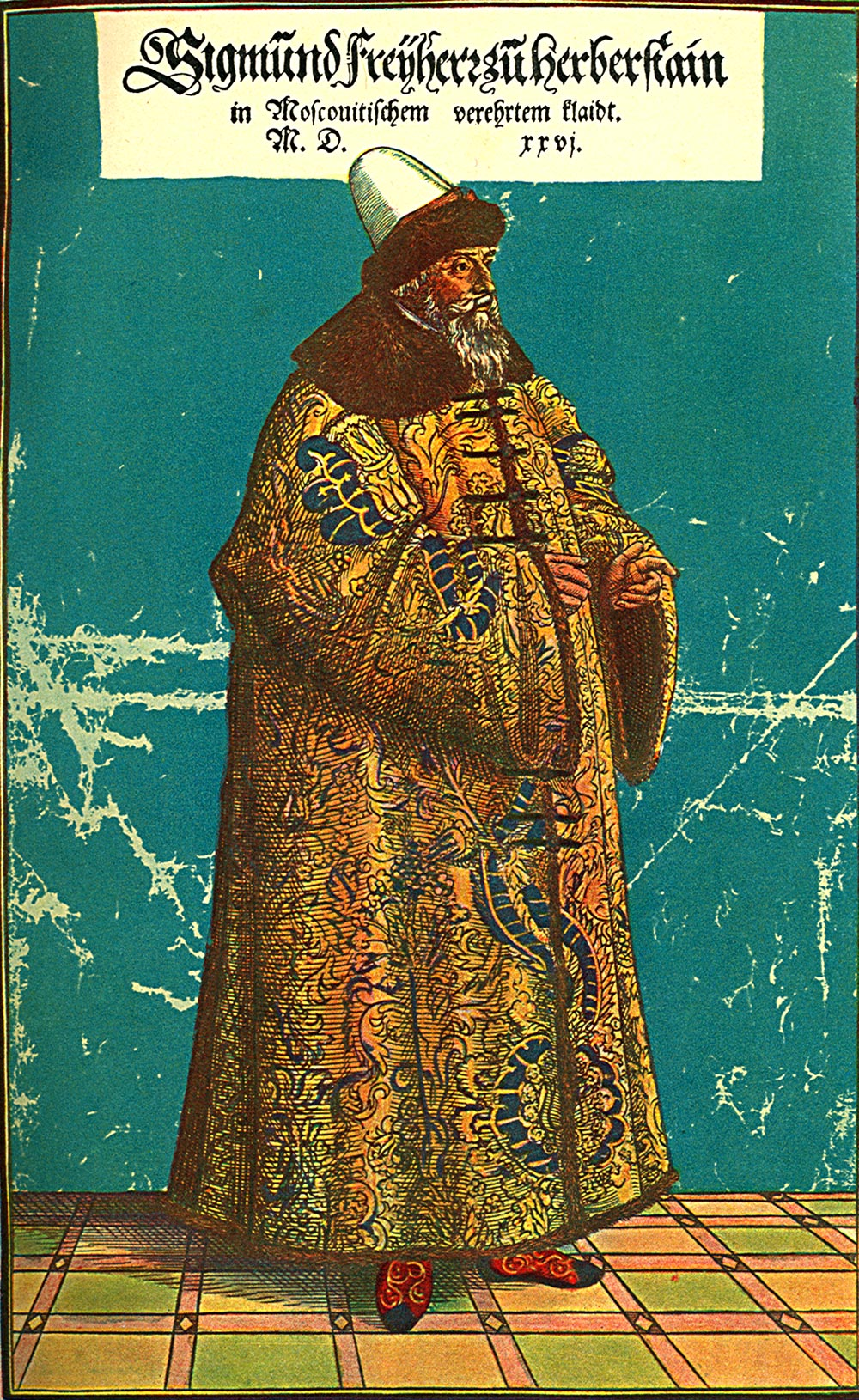
Sigismund von Herberstein in abiti russi

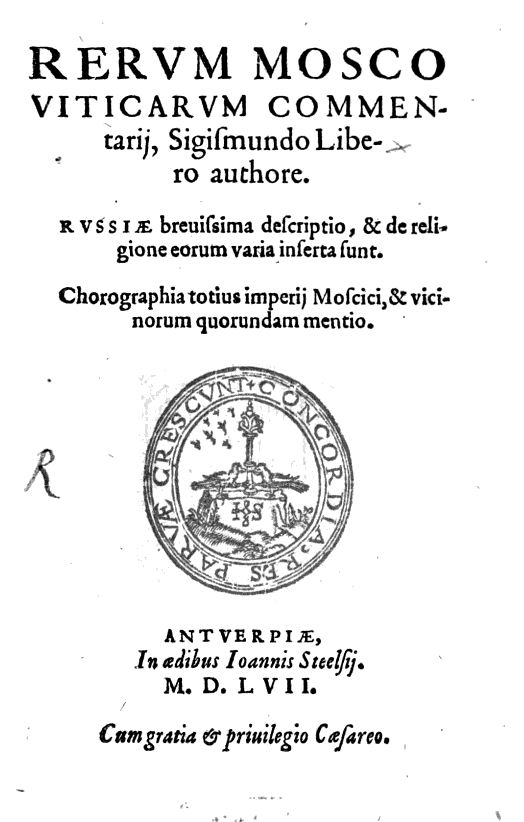
Rerum Moscoviticarum Comentarii, edizione stampata ad Anversa, 1557

Rerum Moscoviticarum Commentarii è un'opera storica ed enciclopedica scritta dal nobile tedesco Sigismund von Herberstein tra il 1517 e il 1526 durante le sue missioni diplomatiche in Russia e pubblicata nel 1549. Il libro offre una descrizione dettagliata della società, della storia e della geografia della Moscovia del XVI secolo. È stata la principale fonte di conoscenza sulla Russia nell'Europa occidentale durante l'età moderna.

## Autore
Sigismund von Herberstein (Vipacco, 1486 – Vienna, 1566) nacque nella bassa Stiria ( nell'odierna Slovenia) da una famiglia nobile tedesca. La sua regione natale faceva parte dell'Impero Asburgico e lo sloveno era una tra le lingue più diffuse; la conoscenza di questa lingua slava si rivelò fondamentale ad Herberstein durante i suoi viaggi in Russia.
Nel 1499 iniziò a studiare legge e filosofia all'Università di Vienna. Nel 1506 divenne ufficiale dell'esercito austriaco e partecipò a diverse campagne militari. Fu nominato cavaliere nel 1508 e nel 1515 entrò a far parte del consiglio imperiale. Da quel momento ebbe inizio la sua carriera diplomatica, che gli valse numerosi titoli e proprietà.
Si recò per la prima volta in Moscovia nel 1517, in missione diplomatica alla corte del principe moscovita Basilio III, per ottenere una pace tra la Moscovia e la Confederazione polacco-lituana. Tornò in Russia nel 1526 per rinnovare il trattato di pace. Durante questi viaggi scrisse l'opera che lo rese celebre: "Rerum Moscoviticarum Commentarii''. 

## Contesto storico

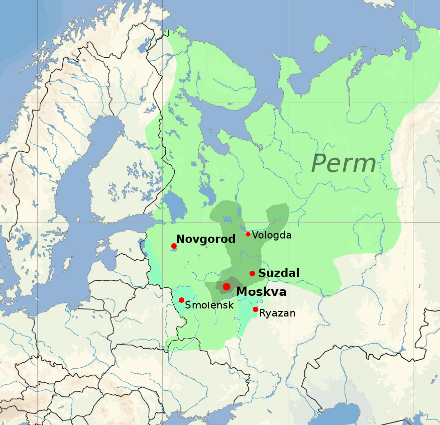
Espansione territoriale del Granducato di Mosca, 1300–1547

### Ivan III
Alla fine del XV secolo, sotto il regno di Ivan III, la Moscovia si trasformò in un forte stato centralizzato, ponendo fine al periodo degli appannaggi, età storica della Russia caratterizzata dalla coesistenza di diversi principati. Ivan III riuscì a unificare la regione Russa attraverso la diplomazia e la forza militare. Si concentrò particolarmente sulle città di Novgorod e Tver, che erano sfuggite al controllo moscovita.
Ivan III nel 1493 si fece proclamare sovrano di tutta la Russia. Le pretese territoriali del principe non si limitavano ai territori controllati da Mosca, ma si estendevano ai vecchi possedimenti del regno di Kiev, che erano occupati dalla Confederazione polacco-lituana.
Il matrimonio tra Ivan III e la principessa bizantina, Zoe Paleologo permise l’innalzamento del prestigio del sovrano moscovita. Il principe modificò lo stemma della sua famiglia inserendo l’aquila a due teste bizantina. Inoltre, modificò le cerimonie regali prendendo spunto da quelle bizantine e iniziò a farsi chiamare con il titolo di autocrate e di zar. Con il termine autocrate si voleva indicare l’indipendenza del sovrano moscovita rispetto ai khan mongoli, mentre con zar si voleva mettere in risalto una continuità con il potere imperiale bizantino.

### Basilio III
Basilio III, successore di Ivan III, continuò le politiche espansionistiche del padre, conquistando gli ultimi principati russi indipendenti e rafforzando la posizione della Russia contro il Regno Polacco-Lituano. Durante il suo regno, i rapporti con il khanato di Crimea furono caratterizzati da diversi conflitti, culminati con un'invasione nel 1527. Basilio III sposò Elena Glinskaia, con la quale ebbe il suo successore Ivan IV, detto Ivan il Terribile.

## Contenuto

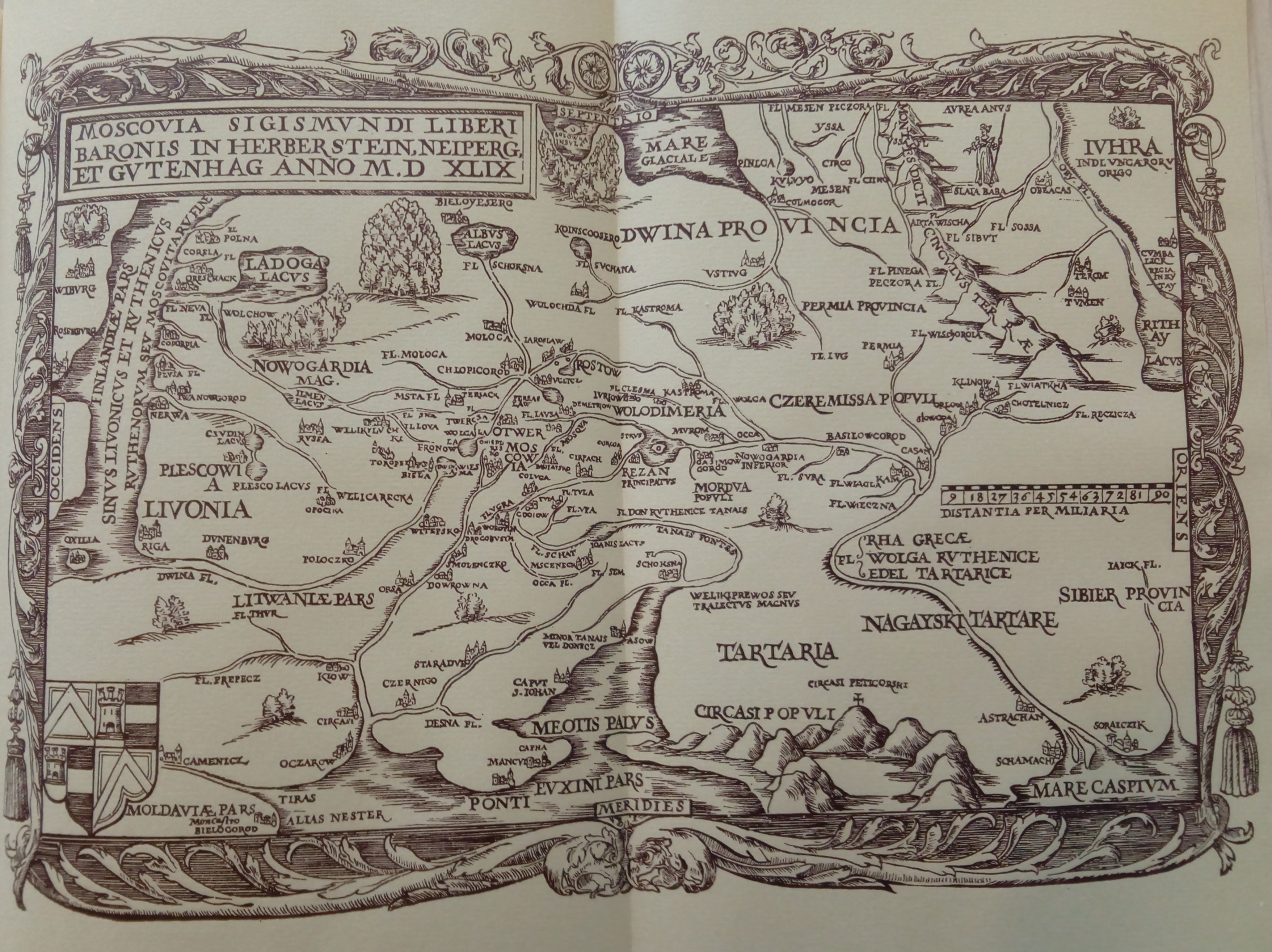
Mappa della Moscovia nel Rerum Moscoviticarum Commentarii

Herberstein divide il suo libro in due parti e tratta un elevato numero di argomenti: le opere occidentali già diffuse sulla Moscovia, le lingue della Russia, il suo nome e i confini, l'antica storia della Russia, il governo del gran principe, i suoi titoli e le cerimonie di incoronazione, la storia dei rapporti tra la Moscovia, la Polonia-Lituania e l'Impero, la religione russa, gli affari domestici (donne, servitori, contadini), l'esercito, l'amministrazione della giustizia, la condizione della nobiltà e del popolo comune, l'economia e la geografia della Russia, i tartari, il trattamento della corte russa verso gli ambasciatori e l'andamento delle sue ambasciate in Russia. L'autore non si sofferma solamente sulla Moscovia ma descrive anche paesi vicini, come per esempio la Livonia e la confederazione polacco-lituana.
Per la grade quantità di argomenti trattati si può considerare il Rerum Moscoviticarum Commentarii come la prima enciclopedia scritta da un occidentale sulla Russia.

### Società
Herberstein critica aspramemente le tendenze e la morale dei moscoviti: in particolare la loro propensione al bere, al rubare, alla loro moralità inesistente e la loro tendenza alla disonestà. I mercanti, in particolare, erano un esempio lampante di disonestà e slealtà.
Anche la religione russa riceve un'attenta analisi: Herberstein parla dell'adozione del Cristianesimo ortodosso greco da parte dei russi, delle loro festività, dei loro santi e delle loro modalità di battesimo. Descrive l'abitudine di Basilio di lavarsi le mani dopo aver stretto la mano agli inviati stranie, giustifica quest'azione ritenendo che i russi consideravano il cattolicesimo come una religione impura.
Secondo Herberstein, i contadini erano la classe sociale che subiva i maggiori soprusi. Erano costretti a lavorare sei giorni alla settimana, con un solo giorno di riposo per provvedere alle proprie necessità. Oltre alle difficili condizioni di lavoro, dovevano pagare pesanti tributi ai boiardi e ai soldati, che spesso li depredavano dei pochi beni che possedevano. Di conseguenza, per sopravvivere, dovevano estorcere cibo e proprietà ad altri contadini condannati. Secondo Herberstein era comune che, se non avessero subito abbastanza soprusi, si sarebbero lamentati con i loro signori, sostenendo che, se non avessero ricevuto abbastanza bastonate non avrebbero potuto lavorare efficacemente.
La classe sociale che Herberstein critica più aspramente è quella dei boiardi, i nobili russi. Essi si comportavano in modo sottomesso solo in presenza del principe, ma diventavano arroganti e autoritari con le persone di rango inferiore. Nessun nobile era disposto a muoversi a piedi; anche per brevi distanze utilizzavano i cavalli. Inoltre, rifiutavano di fare qualsiasi lavoro manuale, perché veniva considerato troppo degradante per la loro posizione sociale. Herberstein provava una forte repulsione per i nobili moscoviti, giudicando il loro comportamento molto diverso rispetto a quello della classe nobiliare occidentale di cui faceva parte.
La tendenza alla sottomissione si estendeva anche alla vita familiare. Le mogli si sentivano trascurate e non amate se i mariti non le picchiavano regolarmente; lo stesso trattamento valeva anche per i servi.

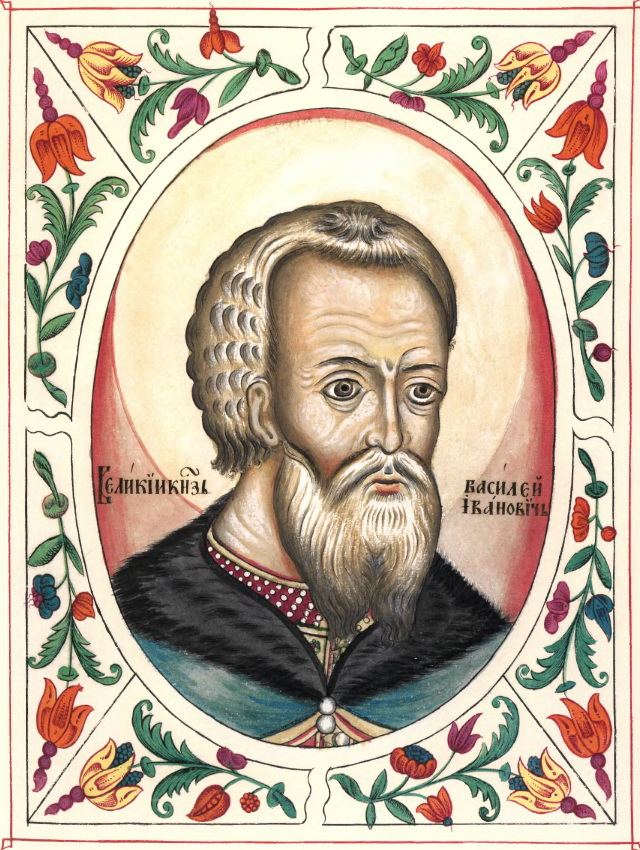
Basilio III di Russia

### Governo e politica
L'opera offre una prima descrizione e valutazione critica dell'organizzazione politica della Russia e della sua società, evidenziando l'enorme potere del principe e l'obbedienza assoluta dei suoi sudditi. Herberstein non loda il dispotismo moscovita; al contrario, lo considera un segno di decadimento sociale. Egli sostiene che il sovrano moscovita aveva un potere assoluto sui suoi sudditi e sulle loro proprietà, senza alcuna limitazione. Nessuno, neanche la Chiesa Ortodossa, poteva permettersi di opporsi al principe. Quest'ultimo esercitava un controllo totale sulla Chiesa attraverso vari consigli ecclesiastici, dove i metropoliti e i religiosi erano tenuti ad obbedire ai suoi ordini. Inoltre, aveva il diritto esclusivo di nominare le cariche ecclesiastiche.
Secondo Herberstein, per i moscoviti l'ordine del sovrano rappresentava la volontà di Dio; questa caratteristica lo rendeva il sovrano il più potente d'Europa. I suoi sudditi, indipendentemente dal loro stato sociale, si consideravano suoi obbedienti servitori, pronti a sopportare ogni tipo di sopruso a loro inflitto; non solo per timore delle conseguenze, ma anche perché erano pienamente consapevoli che ogni ordine del principe rappresentava la volontà divina. L'obbedienza dei moscoviti era tale che secondo Herbestein provavano un certo piacere nell'essere sottomessi.
Herberstein sostiene che la Moscovia in passato era una monarchia equilibrata, comparabile a quelle occidentali. Tuttavia, sotto i regni di Ivan III e Basilio III, aveva raggiunto un livello di dispotismo intollerabile.
I familiari del principe venivano tenuti in sua vicinanza per evitare qualsiasi tipo di ribellione. I servitori del sovrano dovevano essere pronti a obbedire prontamente a ogni suo ordine. Gli ambasciatori venivano accolti senza alcuna cerimonia e non gli era loro elargito nessun regalo di benvenuto. Chiunque aveva l coraggio di opporsi alla sua volontà rischiava la prigione, la tortura o l’esilio.
I vassalli del sovrano erano estremamente obbedienti nei suoi confronti, nello stesso modo in cui egli lo era stato con il Khan dell'Orda d'Oro. I sudditi del principe erano tenuti a inchinarsi obbligatoriamente per chiedere un favore o per ringraziarlo per un privilegio ricevuto. Durante i banchetti di corte, agli ospiti del principe veniva servito del pane a forma di collare. Secondo Herberstein, questo doveva simboleggiare la dipendenza degli ospiti nei confronti del sovrano.
Herberstein critica l'espansione dello stato moscovita, considerandola un fenomeno estremamente negativo. Basilio III continuò il progetto espansionistico iniziato dal padre Ivan III, conquistando gli ultimi principati indipendenti e cacciando i principi sconfitti. L'autore descrive l'espansione della Moscovia come un flagello che corrompe la moralità delle città conquistate. Per esempio secondo l'autore gli abitanti di Novgorod erano rispettosi e cortesi prima della conquista, ma dopo essere stati incorporati nella Moscovia sono diventati disonesti e immorali. La conquista delle città avveniva con la stessa crudeltà con cui Basilio III  e Ivan III governavano il loro stato e sudditi.
Secondo lo storico Marshall Poe, Herberstein, aristocratico di origine tedesca, possedeva una profonda consapevolezza dei limiti del potere imperiale degli Asburgo, nonché dei propri diritti come membro della nobiltà. La consapevolezza dei suoi diritti aristocratiche lo portò a guardare con disapprovazione all'assolutismo dispotico del sovrano moscovita, il quale non solo annientava le autonomie locali ma anche i diritti e le libertà dei nobili russi.

## Fonti

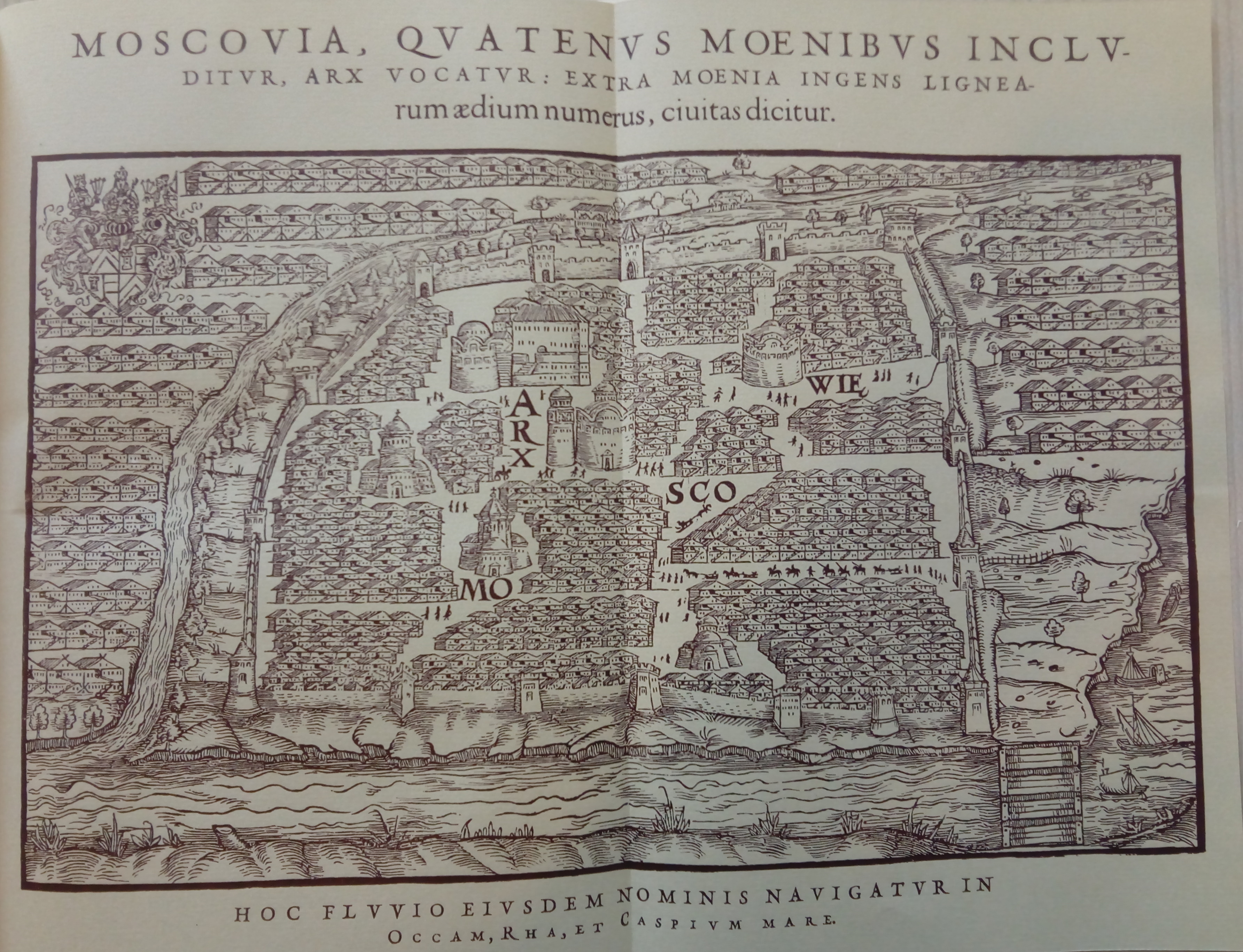
Mappa della citta di Mosca nel Rerum Moscoviticarum Commentarii

Herberstein ha esaminato attentamente diverse fonti occidentali precedenti sulla Russia prima di intraprendere i suoi viaggi e scrivere il suo libro. Tra le principali opere che ha consultato ci sono quelle di Paolo Giovio, Alberto Campensé, Johann FabriMaciej z Miechowa, Anton Weid, Olaus Magnus, e Sebastian Münnster.
Questi autori avevano tentato di descrivere la Russia basandosi su informazioni indirette, prese da viaggiatori e diplomatici, senza però visitare personalmente il paese. Herberstein, consapevole dei limiti di queste opere, le ha utilizzate come punto di partenza, confrontando le loro descrizioni con le proprie esperienze dirette.
L'approccio critico alle fonti è una delle caratteristiche più innovative del lavoro di Herberstein. A differenza di molti suoi contemporanei, non si è limitato a copiare passivamente le opere precedenti, ma le ha sottoposte a un giudizio critico. Ad esempio, nella sua analisi della relazione di Johann Fabri, Herberstein ne discute sia gli aspetti positivi che quelli negativi.
Herberstein non si è limitato alle fonti occidentali, ma ha cercato anche di analizzare anche fonti russe sia orali che scritte. Durante i suoi soggiorni in Russia, ha sfruttato la sua conoscenza delle lingue slave per interrogare gli abitanti che incontrava, indipendetemente dal loro rango sociale. Ha poi confrontato le informazioni raccolte con le testimonianze di diverse persone, per verificare la verità delle informazioni. Oltre alle testimonianze orali, Herberstein ha avuto accesso a vari documenti scritti russi, completamente sconosciuti in Europa, che gli hanno fornito informazioni uniche su aspetti culturali e storici del paese. Questi materiali includevano: cronache, leggi e altri testi ufficiali.

## Popolarità e influenza
Il libro attirò l'attenzione degli inglesi nell'estate del 1553, quando tre navi salparono alla ricerca della Cina e una di esse finì sulle coste della Russia settentrionale. l'Inghilterra era desiderosa di conoscere la Moscovia per motivi commerciali, visto che i commercianti inglesi erano particolarmente interessanti alle pellicce, risorsa molto abbondante nella regione. Il libro di Herberstein fu tradotto in inglese per la prima volta nel 1555 (poi di nuovo nel 1577 e nel 1600) e divenne rapidamente la guida definitiva per ogni viaggiatore e commerciante inglese che si recava in Russia
Inoltre, durante la Prima guerra del Nord (1558-1583), l'interesse per la Moscovia crebbe notevolmente anche nel resto dell'Europa occidentale, poiché le nazioni europee avevano l'interesse di comprendere meglio la Russia;  il libro di Herberstein divenne essenziale, essendo l'unica fonte che offriva una descrizione accurata della regione.
Rerum Moscoviticarum Commentarii inoltre fu tenuto di grande considerazione dai viaggiatori e ambasciatori che si dovevano recare in Russia per l'introduzione e la spiegazione di una serie di parole russe che prima erano sconosciute agli occidentali. Come per esempio quelle di Boiardo e di Zar.
L’influenza che "Rerum Moscoviticarum Commentarii" ebbe sull’immaginario degli europei fu immensa. Ogni studioso e intellettuale europeo dell'epoca moderna che voleva studiare la Moscovia doveva confrontarsi con "Rerum Moscoviticarum Commentarii" ed è stato influenzato dall'immagine della cultura civica russa che presentava. Fu grazie ad essa se molti umanisti e storici europei  nei secoli a seguire videro la Russia come un paese governato da tiranni dove i sudditi erano degli schiavi a disposizione del sovrano